# Nikolaj Krogius
Nikolaj Vladimirovič Krogius (in russo Николай Владимирович Крогиус?; Saratov, 22 luglio 1930 – New York, 14 luglio 2022) è stato uno scacchista russo.
Grande maestro dal 1964, ha partecipato a sette finali del Campionato sovietico (1958, 1959, 1960, 1962, 1965, 1967, 1971). Ha ottenuto il miglior risultato nel 1967, settimo davanti a Bronštejn, Paluhaeŭski, Savon, Smyslov, Cholmov e Gufel'd.
Due volte vincitore del Campionato russo (1952 a Tula, ex æquo con Aronin, e 1964 a Kazan'). È stato uno dei secondi di Boris Spasskij nei campionati del mondo del 1969 (contro Petrosian) e del 1972 (contro Fischer).
Laureato in psicologia, è stato presidente della Federazione russa di scacchi e capo delegazione del team di Anatolij Karpov nel match mondiale del 1990 contro Garri Kasparov di New York e Lione (Kasparov vinse 12,5 a 11,5).
Morto il 14 luglio 2022 a New York.
Alcuni altri risultati:
- 1960 :  vince il torneo di Varna (+8 =7, davanti a Hort)
- 1964 :  vince il Memorial Chigorin di Soči, davanti tra gli altri a Cholmov, Antošin, Spasskij, Matulović, Bondarevskij e Nežmetdinov
- 1967 :  vince ancora il Memorial Chigorin (ex æquo con Šamkovič, Simagin, Spasskij e Zajcev)
- 1993 :  primo ex æquo con Mark Tajmanov nel campionato del mondo seniores di Bad Wildbad (il titolo andò a Taimanov per spareggio tecnico).

## Pubblicazioni
- La psychologie au jeu d'échecs, Grasset-Europe-échecs, 1986
- Notes on the Endgame, Dallas Chess Digest Magazine, 1973
- Marshall-Angriff  (con A. Mazukevich), Sportverlag Berlin, 1989
- Schach für Aufsteiger. 33 Lektionen , 1998
- Schach für Einsteiger, Sportverlag, 2000
- Schach ist easy! Lektionen für Einsteiger, ed. Olms, 2008
- Just the Facts!: Winning Endgame Knowledge in One Volume  (con Lev Al'burt), 2000
- Winning Chess Endgames: Just The Facts! (con Lev Al'burt), 2005